# Abanycha sericipennis
Abanycha sericipennis är en skalbaggsart som först beskrevs av Bates 1885. Abanycha sericipennis ingår i släktet Abanycha och familjen långhorningar.
Artens utbredningsområde är Panama. Inga underarter finns listade i Catalogue of Life.